# Europees kampioenschap zeilwagenrijden 1989
Het Europees kampioenschap zeilwagenrijden 1989 was een door de Internationale Vereniging voor Zeilwagensport (FISLY) georganiseerd kampioenschap voor zeilwagenracers. De 27e editie van het Europees kampioenschap vond plaats in het Belgische Oostduinkerke. 

## Uitslagen
| klasse     | Goud                  | Zilver                 | Brons            |
| ---------- | --------------------- | ---------------------- | ---------------- |
| Klasse 2   | Pascal Demuysere      | Serge Asseman          | Eric Engelbrecht |
| Klasse 3   | Hans-Werner Eickstadt | Bertrand Lambert       | Ivan Ameele      |
| Klasse 5 ♂ | Tadeg Normand         | Chris Wright           | Paul Shakleton   |
| Klasse 5 ♀ | Haley Thompson        | Caroline Saint Vernant | S. Eberly        |

1963 ·
1964 ·
1965 ·
1966 ·
1967 ·
1968 ·
1969 ·
1970 ·
1971 ·
1972 ·
1973 ·
1974 ·
1975 ·
1976 ·
1977 ·
1978 ·
1979 ·
1980 ·
1981 ·
1982 ·
1983 ·
1984 ·
1985 ·
1986 ·
1987 ·
1988 ·
1989 ·
1990 ·
1991 ·
1992 ·
1993 ·
1994 ·
1995 ·
1996 ·
1997 ·
1998 ·
1999 ·
2000 ·
2001 ·
2002 ·
2003 ·
2004 ·
2005 ·
2006 ·
2007 ·
2009 ·
2010 ·
2011 ·
2013 ·
2015 ·
2016 ·
2017 ·
2019 ·
2020 ·